# Pablo Guerrero
José Pablo Guerrero Cabanillas (Esparragosa de Lares, Badajoz, 18 de octubre de 1946), cantautor y poeta extremeño afincado en Madrid desde finales de los años 60. Utiliza un estilo sobrio y poético en los textos de sus canciones. Musicalmente parte de armonías y melodías tradicionales de su tierra aderezadas con sonidos del folk americano, el rock, el jazz o el flamenco. A mediados de los años 80 introdujo ritmos africanos y de otras culturas, además de sonoridades más vanguardistas como el minimalismo, la música aleatoria, el ambient o la música electrónica. Más conocido como cantautor, como poeta ha ido publicando asiduamente desde el año 1988.

## Biografía y obras

### 1946-1967
Nació en Esparragosa de Lares, provincia de Badajoz, el 18 de octubre de 1946. Pablo Guerrero procede de una familia de pequeños propietarios pertenecientes al sector agropecuario.
Guerrero va al Colegio Público de su pueblo "Virgen de la Cueva". Su afición por la lectura  -sobre todo poesía- comienza desde niño.
Finalizado el Bachillerato en Badajoz, estudia 
Magisterio en Sigüenza (Guadalajara), donde continúa ampliando su bagaje literario.
A los 16 años le regalan su primera guitarra . A veces toca con un grupo amateur de la Escuela, canciones de Los Bravos y Los Brincos. Toca canciones de Georges Moustaki, Jorge Cafrune, Joan Baez, Massiel, el Dúo Dinámico...
Marcha a Madrid a estudiar Filosofía y Letras, rama de Literatura, al tiempo que comienza a cantar, sin ánimo aún de profesionalizarse. Continúa su formación como músico asistiendo a clases particulares. Su acervo poético aumenta con lecturas de Pablo Neruda, Blas de Otero, Luis Cernuda, José Ángel Valente y José Agustín Goytisolo entre otros.

### 1969-1978
En 1969 da sus primeros pasos como profesional en el mundo de la canción al presentarse al Festival de Benidorm. Lo hace con la canción Amapolas y espigas, ganando el premio a la mejor letra, y obtiene el segundo puesto en la clasificación general. Esto le abre las puertas de la industria discográfica de la mano de Manolo Díaz, que acababa de fundar el sello Acción, donde habían grabado Aguaviva y Vainica Doble. Graba un sencillo con arreglos de Ramón Farrán. En la cara A, Amapolas y espigas, que luego incorporaría María Dolores Pradera a su repertorio, y en la B Carro y camino. La voz de Pablo Guerrero aparece recia y con un marcado acento pacense en estos primeros discos sencillos (singles).
En sus inicios como cantante, Pablo Guerrero se dedica a investigar el folclore extremeño. Al poco tiempo, empieza a hacer letras de cosecha propia como la canción Amapolas y espigas. Tras el pequeño éxito en Benidorm, Guerrero tiene que simultanear su carrera como cantante con la enseñanza, aparte de sus estudios de Filosofía y letras (Filología Hispánica-Literatura Hispánica).
El siguiente sencillo fue arreglado por Carlos Montero, que acentuó aún más el carácter rural de sus composiciones: «Son hombres que se mueren sin haber visto la mar» y «Por una calle de Cáceres». El tercer sencillo cuenta con el mismo equipo y prosigue la temática campestre en las canciones «Junto al Guadiana» y «Al pasar po'l arroyo», con letra del poeta Luis Chamizo. En el cuarto sencillo hay un cambio importante en los arreglos de Benito Lauret, que utiliza una orquesta grande y coros.  Las canciones orquestadas son: «Y los demás se fueron» y «Pequeño propietario», que se puede considerar la primera canción de denuncia social de Pablo Guerrero.
Pablo Guerrero musicó a Miguel Hernández antes que Serrat en un disco que se iba a llamar Tierra—, pero la censura de la época no le permitió grabarlo.
Del panorama español en esta época —finales de los sesenta y primeros setenta— admira a Joan Manuel Serrat, Luis Eduardo Aute, Lluís Llach, Raimon, Maria del Mar Bonet...; a los portugueses Amália Rodrigues y José Afonso; al francés nacido en Alejandría Georges Moustaki y al belga Jacques Brel; y a los sudamericanos Daniel Viglietti y Jorge Cafrune. Le gusta el pop-rock anglosajón de los Beatles, los Rolling Stones y el fraseo de Lou Reed.
En 1972 Pablo Guerrero graba su primer disco de larga duración (LP), A cántaros. La canción del mismo nombre llevaba un subtítulo bastante largo («Tú y yo, muchacha, estamos hechos de nubes»), rápidamente la canción se convirtió en uno de los himnos libertarios de la época. A cántaros es el primer disco de Guerrero con temática urbana.
En lo musical también hubo cambios en este disco. Cuenta con el guitarrista y arreglista Nacho Sáenz de Tejada (exmiembro de Nuestro Pequeño Mundo), que dejó a un lado los oropeles orquestales anteriores y empleó guitarras acústicas, españolas y en un par de temas guitarra eléctrica. Juan Alberto Arteche, otro miembro de Nuestro Pequeño Mundo se ocupa de la percusión y Pablo Guerrero toca guitarras y percusiones. Completan el disco los músicos José González al órgano y al piano, José Mª Panizo al bajo, Alex Kirschner a la flauta dulce junto a Sáenz de Tejada, Quintanilla al violoncelo y coros de Carmen Sarabia.
Tanto José María Panizo como Carmen Sarabia pertenecían al mítico grupo Aguaviva.
En este disco —A cántaros— se aprecia la influencia del folk americano: gente como Pete Seeger, Joan Baez, Neil Young, Joni Mitchell, James Taylor, Bob Dylan y el escritor y cantautor canadiense Leonard Cohen. Leonard Cohen dejará una profunda huella en toda la carrera del bardo extremeño.
El 2 de marzo de 1975 graba un disco en directo en el teatro Olympia de París titulado Pablo Guerrero en el Olympia. El disco lo editaría el sello Gong de Movieplay. Pablo Guerrero canta y toca la guitarra española y para la actuación se hace acompañar de la guitarra de Nacho Sáenz de Tejada y el contrabajo de Miguel Ángel Chastang. En el disco hace un repaso de algunas canciones de discos anteriores como «Buscándonos», «Hoy que te amo» o la popular «A cántaros» y otras no incluidas en discos como «Busca la gente de mañana», «Ecos de sociedad» o «Emigrante», junto a dos de temas a capella, un canto de trabajo llamado «Trilla» y  «Extremadura», dedicada a su tierra. Es uno de los discos más vendidos de Pablo Guerrero durante los años 70.
Posteriormente al Olympia, Guerrero actúa en el Palacio Ducal de Venecia. También actúa en Alemania. Después recorrerá toda España con el folk sui generis que lo caracteriza en la década de los setenta.
Ese mismo año (1970) Pablo Guerrero colabora como cantante en la grabación del disco La Cantata del exilio. ¿Cuándo llegaremos a Sevilla? Los textos son de Antonio Gómez —ideólogo del grupo "Canción del Pueblo" y periodista— y la música de Antonio Resines —cantautor de aires folk-rock—. Pablo pone su voz en la canción "Dulce muchacha". Colaboraron en el disco, aparte del propio Antonio Resines con guitarra y voz, Teresa Cano, Elisa Serna, Luis Pastor, Quintín Cabrera o el periodista musical Carlos Tena. Este trabajo no se publicó hasta 1978. Los arreglos corrieron a cargo del grupo Malasaña con Luis Mendo a las guitarras.
En febrero de 1976 graba para Movieplay, con producción de Gonzalo García Pelayo, el disco Porque amamos el fuego. Musicalmente este disco hace un acercamiento al jazz desde las coordenadas de la música popular de su tierra. Para ello cuenta con músicos como Nacho Sáenz de Tejada y Jean Pierre Torlois a las guitarras (acústicas y eléctricas); Miguel Ángel Chastang —que procedía del jazz— al contrabajo y bajo eléctrico; Antonio Pascual a los teclados, y en la batería y la percusión el músico de jazz Antonio Perucho. Colaboran un jovencísimo Jorge Pardo a la flauta y al saxo tenor, y Antonio Fernández toca la guitarra acústica en «No estés así». Los arreglos del disco son colectivos.
En este disco pone música al poema «Por debajo del agua» de José Ángel Valente y homenajea al poeta gaditano Rafael Alberti en la canción «Ven Alberti». La música de la canción «Teo» está compuesta a dúo por el cantautor y arreglista Hilario Camacho y P.  Guerrero. Los personajes que pueblan las canciones de Guerrero suelen ser marginales. El amor, la libertad y la esperanza están siempre presentes en el disco. Merecen mención especial las canciones «Un rincón de sol en la cabeza» dedicada a la Revolución de los Claveles acaecida el 25 de abril de 1974  en Portugal y la canción de amor «Dulce muchacha triste» que aún hoy continúa en el repertorio del trovador extremeño.
En diciembre del año 1977 graba el siguiente disco de estudio para el sello Gong de Movieplay también con producción de Gonzalo García Pelayo: A tapar la calle. El disco saldría a la calle en el año 1978. La canción «A tapar la calle» —que da nombre al disco— era en su origen una canción popular extremeña, que Pablo Guerrero transforma en una reivindicación festiva de libertad y un recuerdo al décimo aniversario del mayo francés del 1968.
Desde el punto de vista musical, el disco A tapar la calle es una aproximación al flamenco desde la música de raíz popular de Extremadura (los arpegios de guitarra poceden del flamenco y las armonías, en cambio, son de raíz extremeña). En este disco —totalmente acústico— tuvo un peso específico el guitarrista flamenco Miguel de Córdoba. Los arreglos musicales del álbum son colectivos.
Los músicos del disco A tapar la calle  son los siguientes:
Miguel de Córdoba: guitarra flamenca; Nacho Sáenz de Tejada: guitarra flamenca y mandolina; Juan Alberto Arteche: buzuki y mandolina;  Miguel Ángel Chastang: contrabajo y Javier Estrella: percusiones.
Temáticamente es un disco bastante variado, pero sin duda es el disco de Pablo Guerrero más comprometido desde el punto de vista político-social. Aun siendo un disco con algunas canciones de reivindicación y protesta social, Guerrero huye del panfletismo mediante un lenguaje simbólico muy cercano a la poesía.  Todavía eran tiempos (año 1978) turbios para las libertades y la democracia no estaba instaurada plenamente en todas las instituciones y capas de la sociedad española preconstitucional.
Canciones reivindicativas son:  «Paraíso ahora», «A tapar la calle» y «Predicción de la fiesta». Al amor revitalizante en «Enredado entre tu pelo»; «Ronda del anillo dentro del agua», «Una tarde» (con letra de José Domínguez) o «Si volvieras otra vez», además de una canción que resume la historia de la España carpetovetónica cerrada a cal y canto a Europa y al progreso: «Canción ritual que habla de España».

### 1979-1999
Discográficamente, Pablo Guerrero hace un alto en el camino desde 1978 hasta 1985. En este paréntesis artístico descubre nuevos mundos musicales: la música étnica, sobre todo la africana -discos difíciles de encontrar algunos-, el jazz, profundiza más en el flamenco y muchos discos del sello alemán ECM donde están músicos a los que admira profundamente como Orquesta de las Nubes, Brian Eno, Keith Jarrett, Jan Garbarek, Pat Metheny, Bill Frisell, Don Cherry, Naná Vasconcelos o el guitarrista y pianista brasileño Egberto Gismonti. En el año 1984, en unos conciertos auspiciados por Radio3 de RNE, aparece en público acompañado por la Orquesta de las Nubes (uno de los grupos pioneros en la música experimental y New Age en España).
Poco después sacará al mercado Los momentos del agua .
Para este disco cuenta con pocos músicos: Miguel Herrero: guitarra de doce cuerdas y sintetizada, bajo y sintetizadores. Tony Moreno: sintetizadores, piano acústico, batería y percusiones. Los arreglos son de Miguel Herrero y Tony Moreno. La producción correrá a cargo del cantautor Antonio Resines.
Pablo Guerrero toca la guitarra española exclusivamente en «Hechicera». Luis Delgado el birimbao en «Magoas». Y Antonio Resines (productor y cantautor) es la voz invitada en «Buscando a Moby Dick».
En Los momentos del agua comienza a abrirse a otras sonoridades y arreglos cercanos a la New Age y a las músicas de vanguardia, pero sin olvidar totalmente sus raíces folk.
En los textos, Guerrero abandona poco a poco el compromiso social de los años setenta por una canción más cercana al mundo de los sentidos y a las relaciones de amor entre los seres humanos.
«La maga de Coimbra», «Hechicera», «Magoas», «Llévame» o «Llevo igual que un tatuaje» son canciones de motivo amoroso. «Evohé» es un salmo de celebración de la vida. En «Buscando a Moby Dick» nos volvemos a encontrar con un personaje inconformista que sigue buscando su sitio y su felicidad. Dos años antes esta canción la había cantado el grupo de folk Nuestro Pequeño Mundo en la voz de una jovencísima Olga Román.
Todos los textos son de Pablo Guerrero exceptuando dos: «Llevo igual que un tatuaje» con letra de Iván Goll y música de A. Resines y «Llévame» con letra de Ignacio Sáenz de Tejada y música de Juan Alberto Arteche y Nacho Sáenz de Tejada.
Tres años más tarde Pablo Guerrero nos brindó su sexto LP : El hombre que vendió el desierto. La música repetitiva y aleatoria junto con el pop-rock son los protagonistas sonoros de este disco.
En esta nueva aventura discográfica será decisivo el productor, músico y guitarrista Suso Saiz. Saiz es un investigador del sonido que crea ambientes y atmósferas etéreas o densas de emotividad diversa. Saiz manipula todo tipo de artefactos electrónicos - especialmente con las guitarras- con naturalidad como la utilización de teclados, radios de distintas frecuencias, theremin, sintetizadores, programaciones, samples, loops, ambientes.
Pero más específicamente, Saiz es un guitarrista contemporáneo que busca nuevas sonoridades para poder comunicarse con el público —la comunicación es el leitmotiv de su obra— a través de la guitarra u otro instrumento acústico o electrónico en sus múltiples modalidades: clásica, acústica, con doce cuerdas, eléctrica, E-bow, sintetizada, etc.
La colaboración musical entre Pablo Guerrero y Suso Saiz empezó discográficamente con este disco —año 1988— y llevan juntos ya cerca de 20 años.
En El hombre que vendió el desierto Pablo Guerrero contó con el siguiente plantel de músicos:
Tino di Geraldo: bajo,  batería, tablas. Pedro Esteban: marimba, vibráfono, percusión, steel drum. Wally Fraza: congas. Eduardo Laguillo: teclados. Javier Paxariño: saxos. Cristina Lliso: voz en "Ángeles con ojos de amargura", cantante del grupo pop Esclarecidos en esa época (año 1988) y posteriormente del grupo pop vanguardista Lliso. Nacho Sáenz de Tejada: solo de guitarra en «Dama de cielo roto». Suso Saiz: guitarras, teclados, percusiones. Salvador Vidal: clarinete bajo.
Juan Ignacio Cuadrado, Pedro Esteban, Tino di Geraldo, Pablo Guerrero, Eduardo Laguillo, Javier Paxariño, Suso Saiz y María Villa: voces.
Los arreglos eran de Suso Saiz exceptuando: «Lo que dicen las rayas de tu mano» de Miguel Herrero y Suso Saiz y «Suena una música de lobos» arreglada por Pedro Esteban. El disco fue grabado en marzo de 1988 y producido por Suso Saiz para GASA (Grabaciones accidentales) y la Editora Regional de Extremadura.
El hombre que vendió el desierto deja atrás claramente la etapa ideológico-reivindicativa de los años 1970 por temas más relacionados con las sensaciones, los sentimientos, el amor y las relaciones entre las personas.
En esta época Guerrero admira a músicos variados como: David Sylvian, Peter Gabriel, Sting, Tom Waits, Paul Simon, Rickie Lee Jones, Suzanne Vega, Jackson Browne y Daniel Lanois entre otros. Tanto Dylan como Cohen seguirán influyendo a lo largo de toda la carrera artística de Guerrero.
Al año siguiente aparecerá el libro Canciones y poemas editado por la E.R.E. (Editora Regional de Extremadura). Este libro acogerá por primera vez un conjunto de poemas y todas las canciones del juglar extremeño hasta ese año. El prólogo del libro es del escritor y periodista Fernando González Lucini.
En el año 1993 aparecerá el disco Toda la vida es ahora bajo un nuevo sello discográfico llamado Área Creativa perteneciente a PASIÓN dirigido por el también productor Paco Martín. En el año 1998 será reeditado por el sello Fonomusic (este cambio de casa discográfica es por razones extramusicales) y el sonido será remasterizado. La portada y el diseño del año 1993 también serán modificados por otros nuevos.
Toda la vida es ahora fue producido también por Suso Saiz. Se podría decir, simplificando un poco que el disco se realizó casi exclusivamente en casa del multifacético músico y productor -donde Saiz toca casi todos los instrumentos y programaciones- , a dos manos, Saiz y Guerrero. Después, en el estudio,  se le añadirían otros instrumentos y voces a la maqueta del disco. Este séptimo disco de P. Guerrero estará marcado por la electrónica y las programaciones, las guitarras siderales de Saiz y los bajos marcados de Tino di Geraldo en lo musical. Los textos hacen reiteradas referencias al cosmos.
En el disco se pueden rastrear influencias de antiguas filosofías orientales -budismo, zen, taoísmo- junto a otro tipo de pensamiento occidental contemplativo y reflexivo -Heráclito, el Neoplatonismo, la poesía mística de Juan de la Cruz, el Quietismo de Miguel de Molinos, la filosofía hippie... -, además de influencias de poetas visionarios como William Blake o Vicente Aleixandre.
Los músicos y cantantes que intervienen en Toda la vida es ahora son los siguientes:
- Pablo Guerrero: voz. Voces (Zona de luz).
- Tino di Geraldo: bajos.
- Suso Saiz: guitarras, teclados, programaciones y ambientes.
- Javier Paxariño: saxo (Sol de mediodía).
- Pedro Navarrete: piano (Límites).
- Hilario Camacho: voces (Lobos sin dueño, Mar y cielo y cielo y mar, Sol de mediodía).
- Luis Pastor: voces (Mar y cielo y cielo y mar, sol de mediodía, Duerme Lisboa).
- Paco Ibarra: voz (Toda la vida es ahora). Voces (Sol de mediodía).
- Cani González: voces (Límites, mar y cielo y cielo y mar, sol de mediodía).
- Cristina Lliso: voz (El guardián dormido).

Grabado entre junio y diciembre de 1991 por Suso Saiz. Remasterizado por José Luis Crespo en 1997 para Fonomusic. Para la edición en vinilo de Toda la vida es ahora editada por Área Creativa, Guerrero contó con unas boligrafías del polifacético cantautor Luis Eduardo Aute.
En el 1995, Pablo Guerrero publica Alas, alas producido de nuevo por Suso Saiz. Lo edita Ariola dentro del subsello Nuevas Músicas dedicado a la música New Age . Colaboran músicos como Alberto Iglesias, Gonzalo Lasheras, Jorge Reyes, Tino di Geraldo, Basilio Martí o Javier Paxariño.
En este disco cuenta con cantantes como: Txetxo Bengoetxea, Cristina Lliso, Antonio Vega. Los coros son del cantautor Javier Álvarez y Nieves Arilla.
También de esta época son sus colaboraciones con Esclarecidos, para quienes escribe las letras de
"Dragón Negro" (Dragón Negro, GASA 1994) y
"La fuerza de los débiles" (La fuerza de los débiles, GASA 1996).
En el año 1999 Pablo Guerrero sacará al mercado un disco-libro que difiere mucho de lo hecho por el cantautor hasta el momento. El libro-disco llevaba el nombre de Los dioses hablan por boca de los vecinos. En este disco Guerrero recita sus poemas al compás de las ambientaciones musicales del grupo Finis Africae. En el disco le acompañan dos miembros del mencionado grupo: Juan Alberto Arteche y Juan C. Fernández Puerta tocando instrumentos de variada tipología, el propio Pablo Guerrero toca guitarra española, percusiones y sintetizadores. El libro contiene 42 poemas donde se mezclan los recuerdos de su infancia extremeña con su estado actual, más dado a la contemplación y a la filosofía zen. El libro incluye un prólogo de la escritora Fanny Rubio, así como fotos de Jerónimo Álvárez y reproducciones de Miguel Copón y Marisa Casado. El libro fue editado por Cicón ed. gracias a Jaime Naranjo. El disco compacto lo editó Música Sin Fin.
Ese mismo año verá la luz un libro de fotografías de Antonio Covarsí con textos de Pablo Guerrero titulado Donde las flores se convierten en agua.
Como colofón ese año -1999- P. Guerrero recibe el premio Adenex por la defensa que hace de la naturaleza y el medio ambiente en sus textos.

### 2000-2015
El disco Sueños sencillos aparece en el año 2000. La producción correrá a cargo de Suso Saiz y Luis Mendo. Es un disco acústico exceptuando una pieza recitada con electrónica y guitarras eléctricas de Saiz. Es un disco de guitarras acústicas tocadas conjuntamente por Saiz, Mendo y Guerrero. En el primer tema participa un cuarteto de cuerda conducido por Joan Valent.
El 7 de septiembre de 2000 Pablo Guerrero recibe de manos del entonces Presidente de Extremadura -el Excmo. Sr. D. Juan Carlos Rodríguez Ibarra- la Medalla de Extremadura en el acto institucional celebrado en el Teatro romano de Mérida.
En el año 2001 Pablo Guerrero y Luz Casal obtienen el Premio Goya a la mejor canción original por  «Tu bosque animado» de la película de animación El bosque animado.
Desde el año 1995 hasta el 2009 Pablo Guerrero no ha dejado de colaborar con diversos artistas como Luz Casal, David Broza, Marina Rossell, Hilario Camacho, Hijas del Sol, Esclarecidos, Lliso, Suso Saiz, Leo Minax, Diego Vasallo, Justo Bagüeste, Joan Valent & Ars Ensemble, Pasión Vega o Ana Belén.
Publica además dos libros de poesía: Tiempo que espera y Los rastros esparcidos, así como un libro donde recoge todas sus canciones y poemas hasta el año 2000 titulado Pablo Guerrero, un poeta que canta.
En el año 2003 aparece un disco dirigido al público infantil titulado Un barco de sueños. Los textos son de Pablo Guerrero e interpretados por diversos cantautores de distintas generaciones: José Antonio Labordeta, Luis Eduardo Aute, Imanol, Luis Pastor, Fania, Javier Bergia, Cristina Lliso, Jorge Drexler, Pedro Guerra, Javier Álvarez e Ismael Serrano.
En septiembre de 2005 publica el álbum Plata producido por Luis Mendo. Es un disco dedicado al amor y al lado femenino o receptivo de la vida. También es un pequeño homenaje casual al Quijote y a sus dos maestros artísticos -palabras dichas por el propio cantautor- de los cuales más ha aprendido en su oficio : Leonard Cohen en lo musical y Federico García Lorca en lo poético. Por último, también Plata rinde homenaje a los poetas anónimos y la poesía de honda raigambre popular.
En los textos se pueden apreciar también la influencia de sus dos últimos libros de poemas: Tiempo que espera y Los rastros esparcidos.
Los arreglos de Plata son de Luis Mendo y de Nacho Sáenz de Tejada. Luis Mendo toca guitarra acústica -eventualmente la eléctrica-, teclado y programaciones y Nacho Sáenz de Tejada se encarga de la guitarra eléctrica con trémolo, y en un par de canciones toca el raagini y el theremín.
Colaboran en el disco cantantes como Olga Román, Luz Casal y Olga Manzano;  instrumentistas como Billy Villegas al bajo eléctrico en casi todos los temas, Lorenzo Solano al saxofón, Eduardo Laguillo al piano, Javier Palancar al acordeón, Suso Saiz a la guitarra eléctrica y Luis Camino a las percusiones.
En 2007 sale a la luz el disco Hechos de nubes, homenaje a Pablo Guerrero es la primera producción del sello PEQUOD, compañía discográfica, creado por el artista Ismael Serrano y que «pretende ser una plataforma de creación y difusión de una música plural, con contenido, con mirada a largo plazo».
Hechos de nubes, homenaje a Pablo Guerrero se edita el 26 de febrero, distribuido por Universal Music. A través de este trabajo, 15 artistas ofrecen una mirada heterogénea y personal sobre otras tantas canciones del cantautor extremeño Pablo Guerrero. Realizan su propia versión, desde una visión cercana, desde la admiración y el cariño, 15 de los principales exponentes musicales españoles: Javier Ruibal, Pedro Guerra, Luis Eduardo Aute, Javier Bergia, Joan Manuel Serrat, Javier Álvarez, Luz Casal, José Antonio Labordeta, Acetre, La cabra mecánica, Quique González, Ismael Serrano, Víctor Manuel, Suburbano y Luis Pastor.
En palabras del productor de Hechos de nubes, Ismael Serrano:

Pablo es una referencia para los cantautores de este país, no sólo porque es autor de canciones maravillosas, sino porque es un ejemplo de inquietud musical, de búsqueda permanente, y ejemplo también de honestidad y coherencia. Hacer este disco ha sido un sueño -comenta Ismael Serrano, que versiona el tema A cántaros en esta producción-, un sueño hecho nube. Un disco en el que las voces más jóvenes de este género y compañeros de viaje y generación repasan sus canciones, desde el respeto y desde el cariño.

En febrero de 2009 se publica el álbum Luz de Tierra, que es un homenaje a quince poetas extremeños contemporáneos, como Santos Domínguez, José Miguel Santiago Castelo, José Antonio Ramírez Lozano, Jesús García Calderón, Álvaro Valverde o José Antonio Zambrano. Por primera vez en su carrera, Pablo compone sobre textos de otros poetas en ejercicio de gran dificultad.
El disco ha sido producido por Luis Mendo. Los arreglos musicales son de L. Mendo y de P. Guerrero.
L. Mendo toca las guitarras y algún bajo. También han grabado guitarras Nacho Sáenz de Tejada, la batería y el bajo eléctrico Tino di Geraldo, el contrabajo Luis Escribano, Santi Vallejo la trompeta, Piano Fender y percusión. Han colaborado Olga Román, Marina Rossell, Jabier Muguruza, Ismael Serrano y Javier Bergia (voces), Irene Argúello (viola), Jorge Pardo (saxo) y Ada Salas (recitado).
El mismo año, se le galardona con el Premio a Toda Una Vida de la XIII edición de los Premios de la Música celebrado en Badajoz.
También escribe las letras para el disco que lanza Javier Álvarez, llamado Guerrero Álvarez, en el que Pablo además de con los textos, colabora recitando en dos canciones. Este disco obtiene el Premio de la música 2010 al mejor álbum de pop alternativo.
En febrero de 2013 sale al mercado el libro-disco Lobos sin dueño (Antología personal - 40 años de a cántaros 1972-2012), con fotografías de Enrique Cidoncha . Este trabajo recopilatorio está compuesto por 40 canciones seleccionadas por Pablo Guerrero y recogidas en 3 CD. Incluye nuevas versiones de "A Cántaros" (con artistas invitados), "Sueños" y "Sueños sencillos", y 3 temas inéditos: "Amazona", "Golpe de sombra" y "Serenata para Lola" en las que se acompaña por su actual grupo de músicos.
En octubre de 2013 fallece Nacho Sáenz de Tejada músico y periodista, y guitarrista fundamental en la carrera de Pablo Guerrero desde sus inicios en discos como A cántaros, En el Olympia, Porque amamos el fuego y A tapar la calle, y miembro habitual de la banda de Pablo desde el disco Plata (2005).
En 2014, colabora en el tema Tiempo, dame tiempo del rapero Nach para su disco de slam Los viajes inmóviles.
El 27 de enero de 2015 sale a la venta su duodécimo disco de estudio: Catorce ríos pequeños. La producción corre a cargo de Luís Mendo. Los músicos de este disco forman parte de la banda habitual de Pablo Guerrero: Luís Mendo: guitarras y programaciones; Christian Pérez Yates: contrabajo y Santi Vallejo: trompeta, fliscorno, piano, órgano hammond y efectos. Participan como músicos invitados Susana Martíns: voces y Lorenzo Solano: bansuri. El ingeniero de sonido es Fran Gude. Las letras de los 14 temas son de Pablo Guerrero y la composición musical de Pablo Guerro y Luís Mendo, excepto en los temas: Una ciudad de arena musicado por Paco Ibarra, Ángeles de nieve por Olga Román y Para que nazcas tú por Jabier Muguruza. Las fotografías de la carpeta del disco son de Enrique Cidoncha y las del interior del libreto de Juan Guerrero. El disco ha sido editado por Warner Music.

## Obra

### Música
Sencillos de la primera época
- Amapolas y espigas (Acción, 1969)
- Por una calle de Cáceres (Acción, 1970)
- Junto al Guadiana (Acción, 1970)
- Y los demás se fueron (Acción, 1971)

Estudio
- A cántaros (Acción, 1972)
- Porque amamos el fuego (Fonomusic, 1976)
- A tapar la calle (Fonomusic, 1978)
- Los momentos del agua (Fonomusic, 1985)
- El hombre que vendió el desierto (Grabaciones Accidentales, 1988)
- Toda la vida es ahora (Fonomusic, 1992)
- Alas, alas (BMG Ariola, 1995)
- Sueños sencillos (Resistencia, 2000)
- Plata (Warner, 2005)
- Luz de tierra (Warner, 2009)
- Catorce ríos pequeños (Warner, 2015)
- Mundos de andar por casa (Warner, 2017)
- Y volvimos a abrazarnos (Karonte, 2021)

Directo
- Pablo Guerrero en el Olympia (Fonomusic, 1975)

Recopilatorio
- Lobos sin dueño (Warner, 2013)

Otros
- Los dioses hablan por boca de los vecinos (Música Sin Fin, 1999): disco interpretado con la banda Finis Africae y compuesto a partir del libro con el mismo título
- Un barco de sueños (Iberautor, 2002): disco para niños con letras de Pablo Guerrero e interpretadas por varios cantautores
- Hechos de nubes: Homenaje a Pablo Guerrero (Universal, 2007): varios artistas de distintas generaciones y estilos interpretan canciones del poeta extremeño; la idea y producción fue de Ismael Serrano, quien inauguró así su sello musical Pequod
- Guerrero Álvarez (Rosevil, 2009): Javier Álvarez canta letras de Pablo Guerrero, quien colabora con segundas voces

### Literatura
Poesía
- Canciones y poemas (Extremadura, 1989)
- Los dioses hablan por boca de los vecinos (Cicón, 1999)
- Donde las flores se convierten en agua (Badajoz, 1999), con fotografías de Antonio Covarsí
- Tiempo que espera (Colección Vincapervinca, 2002), con fotografías de Antonio Covarsí
- Los rastros esparcidos (Ellago, 2003)
- Pablo Guerrero, un poeta que canta (Verbum, 2004)
- Viviendo siglos (Ellago, 2006), ilustrado por Antonio Sosa
- Escrito en una piedra (Visor, 2007)
- Los cielos tan solos (Maia Editores. Col. Verba Volant, 2010), prologado e ilustrado por Miguel Copón
- ¿No son copos de nieve? (Maia Editores. Col. Verba Volant, 2012), prologado por José Ignacio Eguizábal e ilustrado por Miguel Copón
- Sin ruido de palabras (Maia Editores. Col. Verba Volant, 2014), prologado por Beatriz Blanco e ilustrado por Ignacio Caballo
- Las letras de Morella (De la Luna Libros. Col. Luna de Poniente, 2014)
- La rosa azul acabada (Maia Editores. Col. Verba Volant, 2015)
- El porteador de sonidos (Maia Editores. Col. Verba Volant, 2017), prologado por Antonio Orihuela e ilustrado por Antonio Sosa
- Viaje para ser comienzo (Maia Editores. Col. Verba Volant, 2019)
- Variaciones sobre ritmos de barcas (Maia Editores. Col. Verba Volant, 2021)

Narrativa infantil
- Mi laberinto (Kókinos, 2003), ilustrado por Emilio Urberuaga